# Wilmslow
Wilmslow (prononciation : /wɪlm.ˈsləʊ̯/) est une ville du comté de Cheshire, en Angleterre, située à 18 km au sud de Manchester. Elle fait partie du « triangle d'or de Cheshire », qui inclut également Handforth et Alderley Edge. Réputé pour son train de vie dispendieux et pour la richesse de ses habitants, c'est l'un des endroits les plus recherchés du Royaume-Uni, après le centre de Londres. La part d'habitants riches est la plus élevée de l'Angleterre du Nord-Ouest. De nombreux cafés, restaurants, boutiques et concessionnaires de voitures de luxe sont implantés à Wilmslow pour accueillir les membres de la « Cheshire Set ».
30 326 personnes ont été recensées à Wilmslow en 2001. La ville est dans la circonscription parlementaire de Tatton.

## Histoire

### Toponymie
Le nom Wilmslow vient de l'anglo-saxon Wīghelmes hlāw qui signifie « monticule d'un homme appelé Wīghelm ».

### L'Homme de Lindow
La découverte de l'Homme de Lindow, à Lindow Moss (Wilmslow), a livré beaucoup d'information sur la vie des Hommes de la région pendant l'Âge du fer. Préservé dans une tourbière pendant près de 2 000 ans, l'Homme de Lindow est considéré comme la momie la plus importante de l'Âge du fer trouvée en Angleterre. Malgré la mobilisation de nombreuses personnes en faveur de la garde de l'Homme de Lindow dans la région, la momie a été transférée au British Museum et constitue la pièce maîtresse de la collection de l'Âge du fer de ce musée.

### Événements contemporains majeurs
Wilmslow a été mentionné dans les médias internationaux en mars 1997, après qu'une bombe de l'IRA a explosé proche de la gare ferroviaire, détruisant des équipements de signalisation. Il n'y a pas eu de blessé.
Lors des élections générales britanniques de 1997, la circonscription parlementaire de Tatton, qui inclut Wilmslow, a également fait les grands titres à la suite d'une accusation de corruption portée contre le Gouvernement Major. Le député de Tatton, Neil Hamilton, était accusé d'accepter des pots-de-vin pour poser des questions spécifiques lors de sessions parlementaires, dans l'affaire Cash-for-questions. Ce scandale lui apportera une défaite aux élections générales au bénéfice du candidat indépendant Martin Bell. La campagne de Martin Bell a été financée par David Soul et il a réalisé un mandat unique en tant que député.
Enfin, Wilmslow accueille depuis juillet 2010 un festival d'épouvantails. Lors de la première édition, 85 entreprises locales ont réalisé 93 épouvantails. Organisé par le Rotary Club de Wilmslow Dean et les membres du Wilmslow Business Group, ce festival d'une semaine transforme tous les ans le centre de la ville.

## Histoire administrative
Wilmslow était l'une des huit anciennes paroisses de Macclesfield Hundred, dans le comté de Cheshire. Les cantons de Bollinfee, Chorley, Fulshaw et Pownall Fee composaient cette paroisse. Avec la nouvelle loi sur les pauvres de 1834, ces cantons sont devenus des paroisses civiles. Wilmslow a été recréée en tant que paroisse civile le 30 septembre 1894 lorsque les cantons de Pownall Fee et de Fulshaw ont été abolis. Fulshaw a été entièrement intégrée à Wilmslow alors que seule une partie de Pownall Fee est devenue Wilmslow; les autres 6,16 km2 (1 523 acres) de Pownall Fee ont servi à créer la nouvelle paroisse civile de Styal. En 1895, la paroisse civile de Wilmslow est devenue le Wilmslow Urban District Council. Un blason inspiré de la vieille famille de Fitton a été créé pour Wilmslow le 21 juin 1951. Le 1er avril 2009, Wilmslow a intégré le district de Cheshire East.

## Croissance
Le 1er avril 1936, Wilmslow a perdu 77 000 m2 au bénéfice de Alderley Edge. Cependant, la ville a gagné 12 000 m2 au détriment de Chorley.
Wilmslow, avec d'autres villes comme Whitworth, Poynton et Alderley Edge, a intégré la métropole du Grand Manchester quand elle a été formée en 1974.

## Démographie
| Wilmslow          | Wilmslow | Wilmslow | Wilmslow   |
| ----------------- | -------- | -------- | ---------- |
| 2001 UK Census    | Wilmslow | Cheshire | Angleterre |
| Population totale | 25 498   | 673 781  | 49 138 831 |
| Européenne        | 95,9%    | 98,4%    | 90,9 %     |
| Asiatique         | 1,8%     | 0,5%     | 4,6 %      |
| Africaine         | 0,3%     | 0,2%     | 2,3 %      |

### Population ethnique
D'après le United Kingdom Census 2001 (recensement de la population du Royaume Uni de 2001), la population de Wilmslow (Nord et Sud agrégés) s'élève à 25 498 personnes, comprenant 13 400 (52,5 %) femmes et 12 098 (47,5 %) hommes. De plus, 5 197 (20,4 %) ont 16 ans ou moins tandis que 4 780 (18,8 %) ont 65 ans ou plus.
Le groupe ethnique blanc (Anglais, Irlandais et autres) compose 95,9 % de la population alors que les autres groupes ethniques minoritaires comptent 4,1 % de la population.
La ville de Wilmslow est divisée en six arrondissements. Ces chiffres englobent les deux principaux.

## Religions

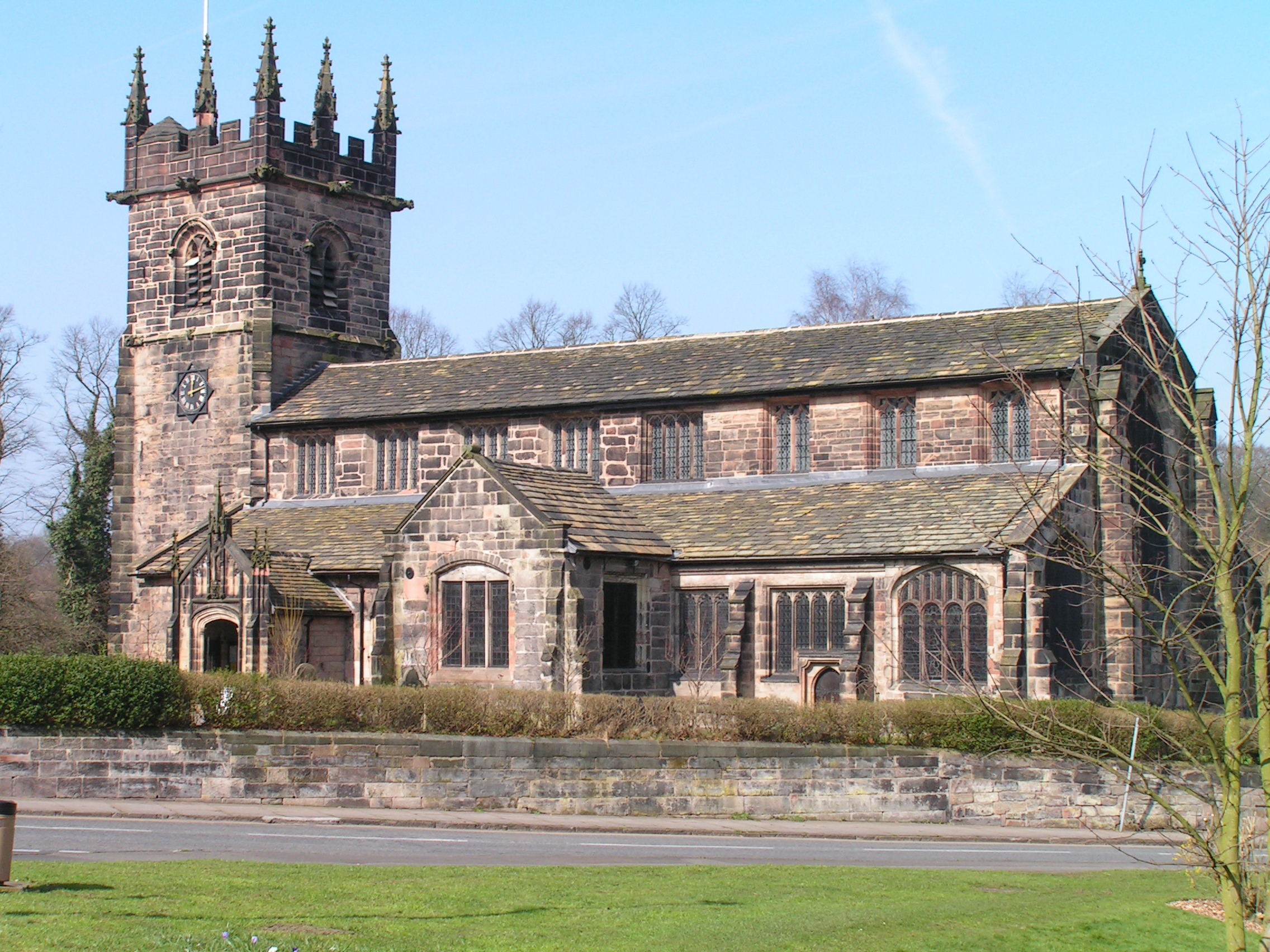
Église Saint Bartholomew

Répartition des religions à Wilmslow :
- Chrétien : 76,7 % (19 567 personnes)
- Musulman : 1,4 % (363 personnes)
- Juif : 0,7 % (182 personnes)
- Hindou : 0,7 % (168 personnes)
- Bouddhiste : 0,4 % (94 personnes)
- Sikhe : 0,2 % (39 personnes)
- Autres religions : 0,2 % (58 personnes)
- Sans religion : 13,3 % (3 390 personnes)
- Religion non communiquée : 6,1 % (1 555 personnes)

### Lieux de culte
Il y a trois églises anglicanes à Wilmslow : Saint Bartholomew, Sainte Anne et Saint John. L'église de Saint Bartholomew a été édifiée au XVIe siècle et modifiée au XIXe siècle. Elle avait un clocher à tourelles.
Sacred Heart & St Teresa's, quant à elle, est une église catholique édifiée à la fin du XIXe siècle.
Dean Row Chapel, située à 3,2 km à l'est du centre-ville de Wilmslow, est un monument classé Grade II*. Cette chapelle a été édifiée à la fin du XVIIe siècle. D'abord presbytérienne, elle est maintenant de culte unitariste.

## Géographie
Située au nord de l'Angleterre, à 18 km du centre de Manchester et à 11 km de Macclesfield, le centre-ville de Wilmslow est composé de Bank Square, Grove Street et Water Lane. Bien que Bank Square soit l'emplacement historique de nombreuses de banque de la ville, le nom de cette place vient d'un talus (bank en anglais), ou plus exactement de la pente descendant vers The Carrs (parc de la ville) et montant vers la gare ferroviaire. La rivière Bollin coule à travers le parc The Carrs et fournissait de l'énergie au Quarry Bank Mill (usine de textile), qui a été classé par l'association National Trust.
Le chemin de fer s'est arrêté pour la première fois à Wilmslow en 1842. Avant cette date, la ville comprenait seulement quelques fermes et une église.

## Économie
Avec Handforth et Alderley Edge, Wilmslow fait partie du « triangle d'or de Cheshire ». La popularité de la ville grandit à l'époque victorienne et est devenue l'un des endroits les plus prisés par les riches hommes d'affaires du nord-ouest de l'Angleterre, une fois que le chemin de fer a connecté cette ville aux autres cités du pays.
C'est à Wilmslow que la marque Umbro a été fondée. Le siège de cette entreprise est toujours à côté de la ville.
Le centre des opérations de la compagnie d'assurances-vie et de pensions Royal London Mutual Insurance se trouve également à Wilmslow, ainsi que le Bureau du commissaire à l'information, l'une des agences exécutives du gouvernement.
Le concessionnaire Aston Martin de la ville est celui qui en vend le plus en Grande-Bretagne.

## Transport
La gare de Wilmslow est située à l'endroit où la ligne venant de Crewe et allant vers Manchester Piccadilly se divise en deux. Une partie continue vers Manchester via Handforth et Stockport, tandis que l'autre continue vers Styal, l'aéroport de Manchester et Heald Green. Cette ligne est communément appelée la Styal Line. Il y a régulièrement des trains pour Manchester, Stockport, Crewe et l'aéroport de Manchester, plus un train par heure pour Shrewsbury et Cardiff. Depuis le mois de décembre 2008, il y a également un train par heure allant à la gare d'Euston à Londres.
La ville est desservie par de nombreux bus.
L'aéroport de Manchester est à seulement 6 km au nord-ouest de la ville. Cependant, les avions ne passent pas au-dessus de la ville pour atterrir ou décoller et les nuisances sonores en sont donc réduites.
L'A34 connectant Manchester à Newcastle-under-Lyme et Winchester passe à l'est du centre-ville.

## Personnalités liées à la ville
- Alan Turing, mathématicien et acteur principal du programme britannique Bombe électromécanique qui permit de décrypter les messages allemands codés avec la machine Enigma pendant la Seconde Guerre mondiale. Le 8 juin 1954, Turing est retrouvé mort d'un empoisonnement au cyanure. L'enquête conclut au suicide, même si sa mère tenta d'écarter cette thèse[13],[14]. En 2004, une plaque commémorative a été placée sur son ancienne demeure[15]. En 1999, le Time Magazine a inclus Alan Turing dans sa liste des 100 personnes les plus importantes du XXe siècle.
- Antony Grey, pionnier parmi les activistes gay, est né à Wilmslow en 1927.

### Acteurs
- William Roache, acteur dans Coronation Street depuis le début de la série en 1960. Roache a vécu à Wilmslow durant la majeure partie de sa vie d'adulte, bien qu'il soit né dans le comté de Derbyshire à Ilkeston en 1932.
- Simon Gregson, qui a également joué dans la série Coronation Street.
- Toby Sawyer qui a grandi dans l'agglomération de Wilmslow.

### Football
- Alex Ferguson
- Nemanja Vidić
- Nani
- Antonio Valencia
- Phil Jones
- Federico Macheda
- Patrice Evra
- Ashley Young
- Park Ji-Sung
- Yaya Touré
- Joleon Lescott
- David Silva
- Fabrice Muamba
- Owen Hargreaves
- Joe Hart
- Gareth Barry

### Musique
- Michael Rother, fondateur du Krautrock et du groupe Neu!, a vécu 11 mois alors qu'il avait 9 ans[16].
- Les membres du groupe de Rock indépendant les Doves se sont rencontrés à la Wilmslow High School dans les années 1980. Leur titre Black and White Town a été inspiré par la ville de Wilmslow et de son contraste riches/pauvres[17]
- Les membres du groupe de Rock indépendant The 1975 se sont également rencontrés à la Wilmslow High School.

### Commerce
- Ian Powell, président et associé du consortium PricewaterhouseCoopers UK vit dans un appartement à Londres, mais retourne tous les weekends dans sa maison familiale de Wilmsolw[18].
- Peter Jones, le propriétaire du groupe Emerson[1].
- Iqbal Ahmed (OBE), le propriétaire du groupe de nourriture asiatique Seamark qui est basé à Manchester mais qui vit avec sa famille à Wilmslow.

### Médias
- Stuart Hall, animateur télévisé soupçonné d'abus sexuels sur mineurs[19]
- Chris Hawkins et sa femme Clare Nasir, tous deux présentateurs et journalistes, vivent à Wilmslow.
- Le journaliste Miranda Sawyer qui a grandi dans l'agglomération de Wilmslow.

## Source de la traduction
- (en) Cet article est partiellement ou en totalité issu de l’article de Wikipédia en anglais intitulé « Wilmslow » (voir la liste des auteurs).